# Carl Lange (fodboldspiller)
Carl Lange (født 7. oktober 1998) er en dansk fodboldspiller, der spiller som midtbanespiller for norske Vålerenga.